# Hermanos Manaki

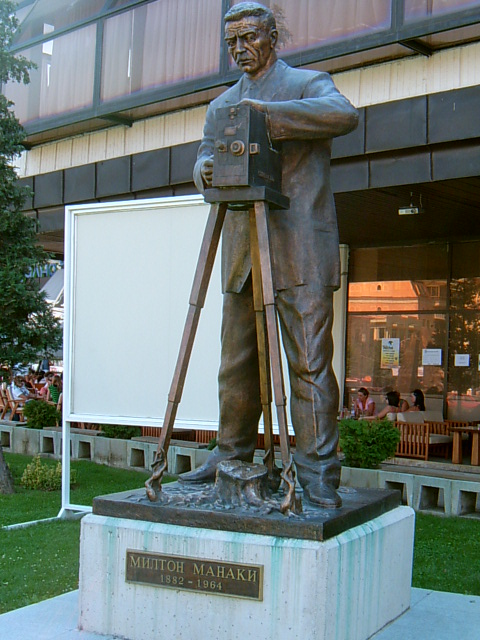
Estatua de Milton Manakis en Bitola.

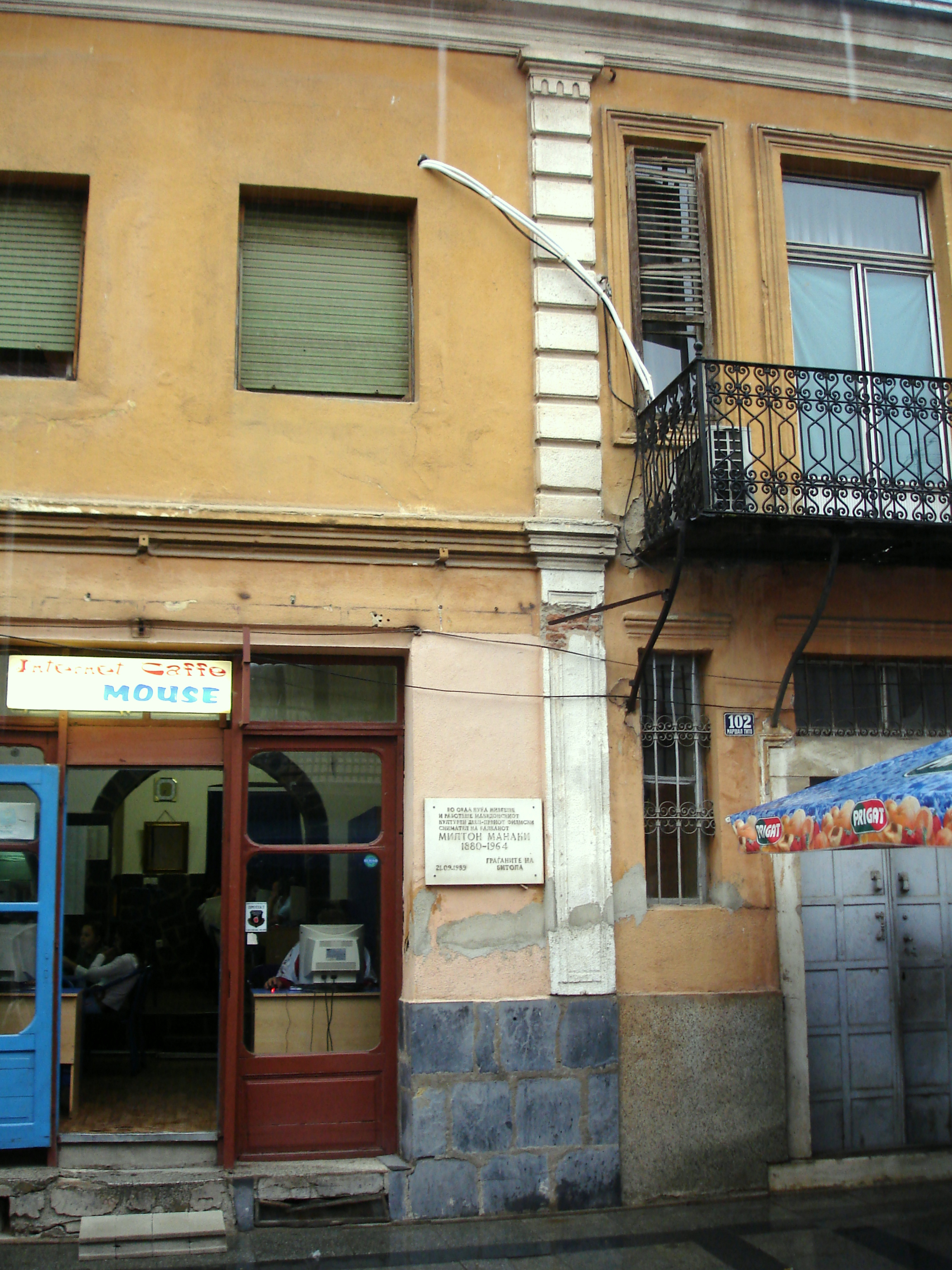
Casa de Milto Manakis en Bitola.

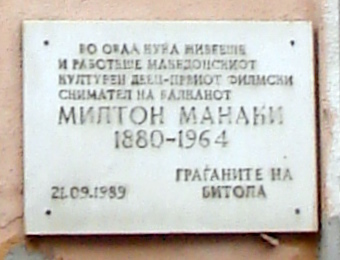
Placa en la casa de Manakis en Bitola.

Los hermanos Ianachia (Avdella, 1878-Tesalónica, 1954) y Milton Manachia (Avdella, 1882-Bitola, 1964) fueron pioneros de la fotografía y el cine en los Balcanes. En 1905 filmaron la primera película en los Balcanes en la ciudad otomana de Monastir (hoy Bitola, Macedonia del Norte). En honor a su trabajo, se celebra cada año en Bitola el Festival Internacional de Cine "Hermanos Bitola", la ciudad donde fueron más famosos. En total, realizaron alrededor de 17.300 fotografías en 120 localizaciones.

## Nombres
Los nombres de los hermanos en su lengua nativa, el arrumano son Ianaki y Milto Manaki o Manakia. También se usan las variantes de sus nombres en macedonio (Јанаки y Милтон Манаки) y en griego (Γιαννάκης y Μιλτιάδης Μανάκιας). A ambos se les conoce como "Hermanos Manaki" o menos comúnmente "Hermanos Manakis".

## Biografía
Ianaki y Milto Manakia nacieron en 1878 y 1882 en la pequeña población arrumana de Avdella (actualmente Αβδέλλα, Grecia), que pertenecía a la provincia Monastir bajo el Imperio Otomano.
En 1905, compraron una cámara Bioscope en Londres y la usaron para filmar numerosos temas: su abuela de 114 años hilando lana en Avdella; visitas de las autoridades de Monastir, incluyendo Mehmed V (1911), Pedro I de Serbia y el príncipe Alejandro de Serbia (1913), el rey  Constantino I y el príncipe Pablo de Grecia (1918); fiestas locales y bodas; y revoluciones. Ellos fueron los que abrieron el primer cine en Bitola, el primer cine al aire libre (1921), luego cubierto (1923). Su archivo de películas fue depositado en el Archivo Estatal de Yugoslavia en 1955, y fue transferida a la Cinémathèque yugoslava en Macedonia en 1976. 
La película de Theo Angelopoulos La mirada de Ulises gira en torno a la ficticia y metafórica búsqueda de unas bobinas perdidas sin revelar de los hermanos, rodadas antes de que los Balcanes fueran divididos por los nacionalismos. La cinta de Angelopoulos se abre con la imagen de la abuela de los hermanos Maliki hilando lana.

## Filmografía
- 1918 - Bienvenida al Rey de Grecia y al Heredero al trono Pablo por el General Bojovic, en Bitola
- 1911 - Funeral del Metropolitano Aimilianos de Gravena
- 1911 - Bienvenida al Sultán Mehmed V Reshad, en Bitola
- 1908 - Saludo a la Segunda Era Constitucional, en Bitola
- 1905 - Hilanderas (Avdela)